# Партия реформ Шлесерса ЛПП/ЛЦ
Партия реформ Шлесерса ЛПП/ЛЦ (латыш. Šlesera Reformu partija LPP/LC) — политическая партия Латвии, основана в 2007 год под названием ЛПП/ЛЦ. 27 августа 2007 года на совместном съезде членов Латвийской первой партии (ЛПП) и партии «Латвийский путь» произошло их слияние. Сопредседателями единой партии ЛПП/ЛП стали Иварс Годманис и руководитель ЛПП Айнарс Шлесерс. Лидер партии — Айнарс Шлесерс. В 2009 году на выборах Рижской думы получила третье место и 12 мест из 60, после чего создала вместе с «Центром согласия» правящую коалицию в думе под управлением мэра Нила Ушакова, на выборах Европарламента — четвёртое место и 1 мандат из восьми, выделенных Латвии.
Перед внеочередными выборами в Сейм в 2011 году партия была переименована Партию реформ Шлесерса ЛПП/ЛЦ, однако не прошла в Одиннадцатый Сейм, и на последовавшем съезде большинство делегатов проголосовало за её переименование обратно в ЛПП/ЛЦ, а затем за ликвидацию партии.
Перед ликвидацией партия LPP/LC получила штраф в 528 870 латов за незаконные пожертвования и превышение лимита на агитацию. Партия была ликвидирована, а штраф так и не был уплачен.